# Rareș Oprea
Rareș Tudor Oprea (n. 1 noiembrie 1984, Alba Iulia, România) este un fost atacant român.

## Activitate
A jucat pentru echipele:
- Apulum Alba-Iulia (1999-2005)
- Oțelul Galați (2005-2006)